# Blind Date
Als Blind Date bezeichnet man eine Verabredung zwischen zwei Menschen, die sich bisher nicht getroffen haben und nichts oder nur sehr wenig übereinander wissen. Im engeren Sinne bezeichnet ein Blind Date ein Stelldichein, bei dem keiner ein Foto des anderen vorab gesehen hat. 

## Funktionsweise
Vor einem klassischen Blind Date erhalten die beiden Teilnehmer – zumeist schriftlich – nur den Namen und ein Erkennungszeichen, anhand dessen sie sich bei ihrem Rendezvous erkennen oder vereinbaren ein solches. Das kann beispielsweise eine Blume (im Knopfloch), eine Zeitung, ein Buch, auffällige Kleidung oder ein Einstecktuch sein. In Fällen, in denen der Ort des Blind Dates präzise abgesprochen ist, kann ein Erkennungszeichen auch überflüssig sein. 
Vor der Verbreitung des Internets boten sich für die Suche nach Blinddatepartnern vor allem Kleinanzeigen, Telefonflirtlines und Partneragenturen an. Die Kontaktaufnahme geschah vor allem über einen Brief oder das Telefon. Durch die Einführung von Partnervermittlungen und Flirtplattformen im Internet haben sich die Möglichkeiten zur Verabredung für ein Blind Date erweitert: Über Internetchats oder Kontaktbörsen können Teilnehmer im Vorfeld Informationen sehr direkt austauschen und zum Beispiel erfragen, ob man gemeinsame Interessen hat. 
Eine häufig professionell organisierte Form des Blind Dates ist das Speed-Dating. Hier treffen Menschen aufeinander, die sich vorher bei einem entsprechenden Dienst angemeldet haben, ohne vorher zu wissen, wer noch an dem Treffen teilnimmt. Häufig wird hier ein fester Rahmen vorgegeben, innerhalb dessen bestimmte Kennenlernrituale ablaufen.

## Soziale Bedeutung
Da sich die am Blind Date beteiligten Partner freiwillig auf diese Art der Kontaktaufnahme einlassen, haben sie meist eine enge Vorauswahl möglicher Partner getroffen. Langfristige, soziale und genetische Auswahlkriterien der Partnerwahl, im engen Sinne sogar Kriterien wie das äußere Erscheinungsbild, werden zugunsten des kleinsten gemeinsamen Nenners, nämlich „hat Interesse an spontanen Bekanntschaften“, ausgeblendet oder erst später berücksichtigt. Selbst wenn in der Praxis vor einem Treffen eine weitere Vorauswahl stattfindet, bleibt kennzeichnend, dass die Beteiligten ihre „blinde Offenheit“ für den möglichen Partner bis zum Moment der ersten Begegnung bewahren wollen. Wie beim Flirt kann das Spiel mit sexueller Spannung eine Rolle spielen.